# Homoneura crassiuscula
Homoneura crassiuscula är en tvåvingeart som först beskrevs av Meijere 1910.  Homoneura crassiuscula ingår i släktet Homoneura och familjen lövflugor. Inga underarter finns listade i Catalogue of Life.